# Frans Viane
Frans Viane (Bekegem, 18 mei 1907 – Bekegem, 14 februari 1984) was een Belgisch politicus behorend tot de CVP en burgemeester van Bekegem.

## Biografie
Viane stelde zich de eerste maal als kandidaat bij de verkiezingen van 1938 op de lijst 'Katholieken 1' van Eduard Cobbaert. Vanaf 2 januari 1939 kon hij zetelen als gemeenteraadslid. Op 4 januari 1953 werd Viane tot schepen van Bekegem gekozen. Op 11 januari 1965 werd hij burgemeester van Bekegem en bleef dit tot het einde van de zelfstandige gemeente op 31 december 1976.
Bij de verkiezingen voor de gemeenteraad van de fusiegemeente Ichtegem op 12 oktober 1976 kwam Viane nog op als derde kandidaat op de CVP-lijst. Hij behaalde 393 voorkeurstemmen, maar werd niet meer verkozen als gemeenteraadslid.

### Overlijden
Viane overleed op 14 februari 1984. Hij werd bijgezet bij zijn echtgenote en zoon op de begraafplaats Dorpsstraat.